# Sega Mega Drive Ultimate Collection
Sega Mega Drive Ultimate Collection (Sonic's Ultimate Genesis Collection nos Estados Unidos), é uma compilação de jogos eletrônicos desenvolvida pela Backbone Entertainment e publicada pela Sega para PlayStation 3 e Xbox 360. A compilação apresenta 48 jogos da Sega (49 contando duas versões de Altered Beast) que foram lançados anteriormente para o Mega Drive (incluindo a maioria dos títulos Sonic the Hedgehog lançados para o sistema), arcades e Master System. É a sequência da Sega Mega Drive Collection lançada anteriormente para PlayStation 2 e PlayStation Portable, mas contém mais 16 (nas regiões NTSC) jogos (incluindo extras desbloqueáveis).

## Lista de jogos

### Mega Drive
- Alex Kidd in the Enchanted Castle †
- Alien Storm
- Altered Beast †
- Beyond Oasis
- Bonanza Bros. †
- Columns †
- Comix Zone †
- Decap Attack †
- Dr. Robotnik's Mean Bean Machine
- Dynamite Headdy
- Ecco the Dolphin †
- Ecco: The Tides of Time †
- ESWAT: City Under Siege
- Fatal Labyrinth
- Flicky †
- Gain Ground †
- Golden Axe †
- Golden Axe II †
- Golden Axe III †
- Kid Chameleon †
- Phantasy Star II †
- Phantasy Star III: Generations of Doom †
- Phantasy Star IV: The End of the Millennium †
- Ristar †
- Shining Force
- Shining Force II
- Shining in the Darkness
- Shinobi III: Return of the Ninja Master †
- Sonic & Knuckles
- Sonic 3D Blast
- Sonic Spinball
- Sonic the Hedgehog †
- Sonic the Hedgehog 2 †
- Sonic the Hedgehog 3
- Streets of Rage
- Streets of Rage 2
- Streets of Rage 3
- Super Thunder Blade †
- Vectorman †
- Vectorman 2 †

† Anteriormente disponível na Sega Mega Drive Collection.

### Jogos extras desbloqueáveis
- Alien Syndrome (arcade)
- Altered Beast (arcade) †
- Congo Bongo (arcade) (sob o título original Tip Top em algumas regiões) †
- Fantasy Zone (arcade)
- Golden Axe Warrior (Master System)
- Phantasy Star (Master System)
- Shinobi (arcade)
- Space Harrier (arcade)
- Zaxxon (arcade) †

† Anteriormente disponível na Sega Mega Drive Collection.
De acordo com Ethan Einhorn, o produtor da coleção, os três jogos "lock-on" (Knuckles in Sonic 2, Sonic 3 & Knuckles e Blue Sphere) não foram incluídos citando "tempos de desenvolvimento apertados", e que incluí-los significava "retirar vários títulos da coleção", especificamente os nove jogos desbloqueáveis acima mencionados, uma vez que "todos eles exigiam soluções de emulação exclusivas".

## Recepção
Sega Mega Drive Ultimate Collection recebeu críticas "geralmente favoráveis", de acordo com o agregador de análises Metacritic.